# TeX Users Group

Logo der TeX Users Group

Die TeX Users Group (TUG) ist die internationale Benutzergruppe des von Donald E. Knuth entwickelten Textsatzsystems TeX.

## Geschichte
Die Gruppe wurde 1980 gegründet. Sie unterhält den amerikanischen CTAN-Knoten, gibt die Zeitschrift TUGboat heraus, die über Neuigkeiten rund um TeX, LaTeX usw. berichtet und sich vorwiegend an Entwickler wendet. Die Online-Zeitschrift The PracTeX Journal richtet sich an TeX-Anwender.

## Jahrestagung
Seit dem Jahr 2007 wird jährlich eine internationale Tagung veranstaltet. Die Proceedings der Konferenzen erscheinen in TUGboat oder als separate Veröffentlichungen.
| Jahr | Datum               | Land        | Stadt          | Veranstaltungsort                       | Website  |
| ---- | ------------------- | ----------- | -------------- | --------------------------------------- | -------- |
| 2007 | 18. Jul. – 20. Jul. | USA         | San Diego      | San Diego State University              | Homepage |
| 2008 | 21. Jul. – 24. Jul. | Irland      | Cork           | University College Cork                 | Homepage |
| 2009 | 29. Jul. – 31. Jul. | USA         | Notre Dame     | University of Notre Dame                | Homepage |
| 2010 | 28. Jul. – 30. Jul. | USA         | San Francisco  | Sir Francis Drake Hotel                 | Homepage |
| 2011 | 19. Okt. – 21. Okt. | Indien      | Trivandrum     | River Valley Technologies               | Homepage |
| 2012 | 16. Jul. – 18. Jul. | USA         | Boston         | Omni Parker House                       | Homepage |
| 2013 | 23. Okt. – 26. Okt. | Japan       | Tokio          | Universität Tokio                       | Homepage |
| 2014 | 28. Jul. – 30. Jul. | USA         | Portland       | Mark Spencer Hotel                      | Homepage |
| 2015 | 20. Jul. – 22. Jul. | Deutschland | Darmstadt      | Welcome Hotel                           | Homepage |
| 2016 | 25. Jul. – 27. Jul. | Kanada      | Toronto        | Bond Place Hotel                        | Homepage |
| 2017 | 29. Apr. – 3. Mai   | Polen       | Brodnica       | Bachotek                                | Homepage |
| 2018 | 20. Jul. – 22. Jul. | Brasilien   | Rio de Janeiro | Instituto de Matemática Pura e Aplicada | Homepage |
| 1.   |                     |             |                |                                         |          |

## Software-Entwicklung
Zusammen mit anderen Anwendergruppen wird jährlich die TeX-Distribution TeX Live erstellt und herausgegeben.